# ...aaaarrghh...
...aaaarrghh... (uváděno i jako aaaarrghh) je turecká blackmetalová kapela z města Ankara založená roku 1994 pod názvem Aeon. V té době hrála death metal. V roce 1999 změnila své jméno na Sagansara a vydala demo ...aaaarrghh.... Poté došlo ke změně na současný název (shodný s názvem dema).
V roce 2004 vyšlo debutové studiové album s názvem Ruhlar Fısıldıyor. K roku 2023 má kapela na svém kontě dvě řadové desky. Názvy alb, skladeb a texty jsou vesměs v turečtině.

## Diskografie

### Sagansara
Dema
- ...aaaarrghh... (1999)

### ...aaaarrghh...
Studiová alba
- Ruhlar Fısıldıyor (2004)
- Ölüm Kadar Soğuk, Ölü Kadar Soluk (2006)